# 2e régiment de chasseurs à cheval (France)
Pour les articles homonymes, voir 2e régiment.
Vous pouvez aider à l'améliorer ou bien discuter des problèmes sur sa page de discussion.
- Il ne cite pas suffisamment ses sources. Vous pouvez indiquer les passages à sourcer avec {{référence nécessaire}} ou {{Référence souhaitée}}, et inclure les références utiles en les liant aux notes de bas de page. (Marqué depuis octobre 2024)
- Son texte doit être wikifié : il ne correspond pas à la mise en forme Wikipédia (style, typographie, liens internes, liens entre les wikis, etc.). (Marqué depuis octobre 2024)
- Le résumé introductif est trop long. En l'état, il ne respecte pas les recommandations. Vous pouvez l'améliorer en le raccourcissant et/ou en déplaçant son contenu. (Marqué depuis octobre 2024)

- Archive Wikiwix
- Bing
- Cairn
- DuckDuckGo
- E. Universalis
- Gallica
- Google
- G. Books
- G. News
- G. Scholar
- Persée
- Qwant
- (zh) Baidu
- (ru) Yandex
- (wd) trouver des œuvres sur Wikidata

## Introduction
Le 2e régiment de chasseurs à cheval, fondé sous le nom de dragons de Firmacon le 14 septembre 1673, a traversé plusieurs évolutions de nom et de structure au cours de son histoire. Après la mort du marquis de Firmacon en 1687, il devient Barbezières, puis prend successivement les noms de d'Estrades, Belle-Isle, Armenonville-dragons, Argence-dragons, et Surgères-dragons, selon les mestres de camp qui en avaient la charge. En 1784, il devient Montmorency-dragons et, sous l'ordonnance du 9 mars 1788, il est transformé en régiment de chasseurs, prenant alors le nom de Chasseurs des Evêchés. Le 1er janvier 1791, il prend définitivement le nom de 2e régiment de chasseurs à cheval.
Pendant les guerres de la Révolution, le régiment se distingue à plusieurs reprises, en particulier lors des batailles de Pfrim (1795), Reuchen (1796) et Rastadt (1796), et il participe également à la campagne de Naples et à celle de Novi en 1799. En 1800, il rejoint l'armée de Réserve et prend part à la campagne d'Italie avant de participer aux campagnes de 1805, 1806 et 1807, où il combat lors des batailles d'Auerstaedt et d'Eylau. En 1809, il se distingue à Abensberg, Landshut, Eckmühl, Raab et Wagram, aux côtés d'autres régiments de cavalerie légère.
Le régiment joue un rôle majeur lors de la campagne de Russie en 1812, participant à des batailles décisives comme celles d'Ochmiana, Smolensk et la Moskowa. Après les désastres de la retraite de Russie, il est partiellement reconstitué et participe aux batailles de Bautzen et Leipzig en 1813. En 1814, les restes du régiment, réduits à seulement 95 chevaux, forment avec d'autres régiments le 1er régiment provisoire de cavalerie légère et prennent part à la campagne de France, notamment à la bataille de Champaubert. Le régiment devient alors Chasseurs de la Reine et redevient 2e régiment de chasseurs pendant les Cent Jours.
Après les guerres napoléoniennes, le régiment subit plusieurs réorganisations et est finalement dissous en 2009. Cependant, il est recréé en 1964 et intégré en 1998 dans le 1er-2e régiment de chasseurs à Verdun. Tout au long de son histoire, le régiment a servi dans de nombreux théâtres d'opérations, en Afrique, au Moyen-Orient, au Kosovo et en Afghanistan, portant fièrement sa devise "In utroque tremendus" et prouvant son engagement dans les conflits mondiaux.

## Création et différentes dénominations
Le 2e Régiment de Chasseurs, créé en 1673, s’est illustré lors des batailles de l’Empire et a combattu au cours de la Première Guerre mondiale.
C'est l'un des quatorze vieux corps de Louis XIV. En 1706, après la bataille de Calcinato, il a été autorisé à prendre le sabre (fourreau en cuivre, poignée en fer) dit « à la Montmorency » qu'il a conquis sur les Hongrois et a conservé ce sabre jusqu'en 1815.
Les maréchaux de Belle Isle, Baraguay d'Hilliers et Regnault de Saint-Jean d'Angély ont servi dans ses rangs.
- 1673: Fimarcon-Dragons
- 1678: Barbezières-Dragons
- 1692: D'Estrades-Dragons
- 1705: Belle-Isle-Dragons
- 1709: Bonnelles-Dragons
- 1727: D'Armenonville-Dragons
- 1738: D'Argence-Dragons
- 1742: Surgères-Dragons
- 1745: D'Aubigné-Dragons

- 1761: Choiseul-Dragons
- 1763: Custine-Dragons
- 1780: Lescure-Dragons
- 1784: Montmorency-Dragons
- 1788: Chasseurs des Evêchés
- 1791: 2e régiment de chasseurs à cheval
- 1814: Chasseurs de la Reine
- 1815: Dissous
- 1815: Chasseurs des Alpes
- 1825: 2e régiment de chasseurs à cheval
- 1831: Dissous
- 1831: 2e régiment de chasseurs à cheval
- 1927: Dissous
- 1945: 2e régiment de chasseurs à cheval[réf. nécessaire]
- 1946: Dissous[réf. nécessaire]
- 1964: 2e régiment de chasseurs
- 1997: 2e groupe d'escadrons du 1er - 2e régiment de chasseurs
- 2009: Dissous

## Chefs de corps
Chefs de corps 2e Regiment de Chasseurs

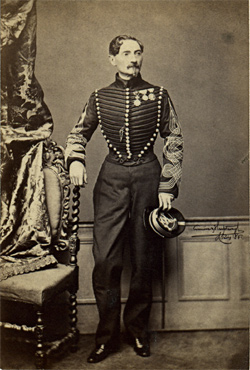
Le colonel Boutet de Mazug.

- 1791 : colonel Meillonas (Antoine-Bernard-Constance)
- 1792 : colonel Guy Coustard de Saint-Lo (**)
- 1792 : colonel Broglie (Auguste-Louis-Joseph Broglie)
- 1792 : colonel Pierre Garnier de Laboissière (**)
- 1794 : chef-de-Brigade Croutelle (Jean-Baptiste)
- 1801 : chef-de-Brigade Jean Le Marois (**)
- 1803 : colonel Ignace François Bousson
- 1807 : colonel Jean Nicolas Éloi Mathis (*)
- 1812 : colonel François Garnier de Laboissière (*)
- 1815 : colonel Antoine Brincard (*)
- 1815 : colonel Robert Dubreuil (Benjamin-Louis)
- 1896-1900 : colonel Révérard (Émile Charles Louis) (*)

- 1901-1907 : colonel Philipon de la Madeleine

- 24 juin 1912 au 10 mars 1916 : colonel Léon Roussel
- 12 mars 1916 au 21 juin 1917 : lieutenant-colonel ((puis colonel par DM du 4 avril 1916) Jean Baptiste Michelon
- 27 juin 1917 au 2 août 1917 : lieutenant-colonel Jacques Antoine Chassoux
- 2 août 1917 : colonel Ferdinand Prosper Vieillard
- 1919 Durosoy Maurice Adhémar. - colonel, nommé chef de corps le 23 juillet 1919
- 1922 - 1926 colonel Gabriel Corrard des Essarts

- 1964 : Chevalier
- 1966 : Deutz Darragon
- 1966 : Leroux
- 1970 : Poisson
- 1972 : Chevalier
- 1974 : Girard
- 1976 : Decès
- 1978 : de La Ruelle (*)
- 1980 : Voruz (*)
- 1982 : Chauveau de Quercize
- 1984 : Boucher (**)
- 1986 : Auvy
- 1988 : Francart (**)
- 1991 : Paris de Bollardière (**)
- 1993 : Absolut de La Gastine (+)
- 1995 : Le Jariel des Chatelets (***)

Officiers Commandant le groupe d'escadrons 2e Chasseurs
- 1998 : Heck
- 1999 : Berg
- 2001 : Dumont Saint Priest (**)
- 2003 : Billard
- 2005 : Chevreul
- 2007 : Lajouanie (*)[1]

(*) Officier qui devint par la suite général de brigade. (**) Officier qui devint par la suite général de division.

## Historique des garnisons, combats et batailles du2erégimentde chasseurs à cheval

### Guerres de la Révolution et de l'Empire
- 1792-94 : Armée du Rhin

- 1792 : Spire [2], Mayence, et Limbourg

- 1793 : Bouxwiller, Reichshoffen [3], Wissembourg, siège de Landau, Combat de Iakrim (19 août).

- 1794 : Kaiserlautern, Gemersheim, Mayence, prise de la redoute de Zahlbach

- 1795-97 : Armée de Rhin-et-Moselle

- 1796 : Passage du Rhin, prise de Kehl, Rastatt[4], Ettlingen, Neresheim[5] et Biberach[6],

Combat de Schrobenhausen (18 septembre)
- 1800 : Bataille du pont du Loc'h

- 1800 : Armée de Réserve

- 1800 : Passage du col du Saint-Bernard, de la Sesia, Marengo

- 1805-07 : Grande Armée -

- 1805 :
  - Dachau, Mariazell
  - Austerlitz

- 1806 :
  - Auerstaedt
  - Pultusk

- 1807 :
  - 8 février : Eylau
  - Mysziniec
  - Heilsberg

- 1809: Campagne d'Allemagne et d'Autriche

- 1809 : Abensberg, Landshut, Eckmühl, Neumarkt[7], Ebersberg, Raab, Wagram, Znaïm

- 1812 : Campagne de Russie
  - Bataille de Smolensk
  - Bataille de la Moskova
  - Bataille de Mojaïsk
  - Bataille de Wiasma

- 1813 : Campagne d'Allemagne
  - Bautzen,Wachau, Leipzig,Hanau

- 1814 : Campagne de France
  - Bataille de Champaubert
  - 14 février 1814 : Bataille de Vauchamps
  - Bataille de Paris

Colonels tués ou blessés en commandant le régiment pendant cette période : Colonel Bousson: blessé le 14 octobre 1806
Officiers blessés ou tués en servant au 2e RCC entre 1808 et 1814 :
Officiers tués : 1
Officiers morts de leurs blessures : 9
officiers blessés : 62.
Il devient pendant la Première Restauration le régiment de chasseurs de la Reine. Pendant les Cent-Jours, il rejoint l'armée du Rhin et combat lors de la bataille de La Souffel.

### De 1815 à 1848
Il est recréé à Vienne le 17 avril 1816 sous le nom de régiment de chasseurs des Alpes (no 2). Il redevient 2e régiment de chasseurs à cheval en 1825.
En 1831, il est transformé en 2e régiment de lanciers mais est recréé par renommage du 7e régiment de chasseurs à cheval.
En 1847, il participe à la reddition d'Abdelkader lors de la conquête de l'Algérie.

### Second Empire
En 1859, il est à l'armée d'Italie lors de la campagne d'Italie. Il participe au combat de Novare puis aux batailles de Magenta et de Solférino.
Le régiment s'installe en 1863 en garnison à Rouen puis en 1865 rejoint Paris[réf. nécessaire].
En 1870, il est en garnison à Auch, qu'il quitte fin juillet avec cinq escadrons pour rejoindre l'armée du Rhin à Metz. Il participe aux batailles de Borny et de Rezonville. Lors de la bataille de Saint-Privat, le 1er escadron, assurant l'escorte du maréchal Bazaine, contre-charge plusieurs escadrons du 15e régiment d'uhlans et du 7e régiment de hussards. Ce même escadron participe plus tard à la charge du général Forton contre le 7e régiment de cuirassiers.
De 1870 à 1871, il participe au siège de Paris[réf. nécessaire]. Le régiment combat à l'armée de la Loire.
Le dépôt d'Auch fournit entre septembre 1870 et janvier 1871, quatre escadrons qui rejoignent des régiments de marche de cavalerie.

### De 1871 à 1914

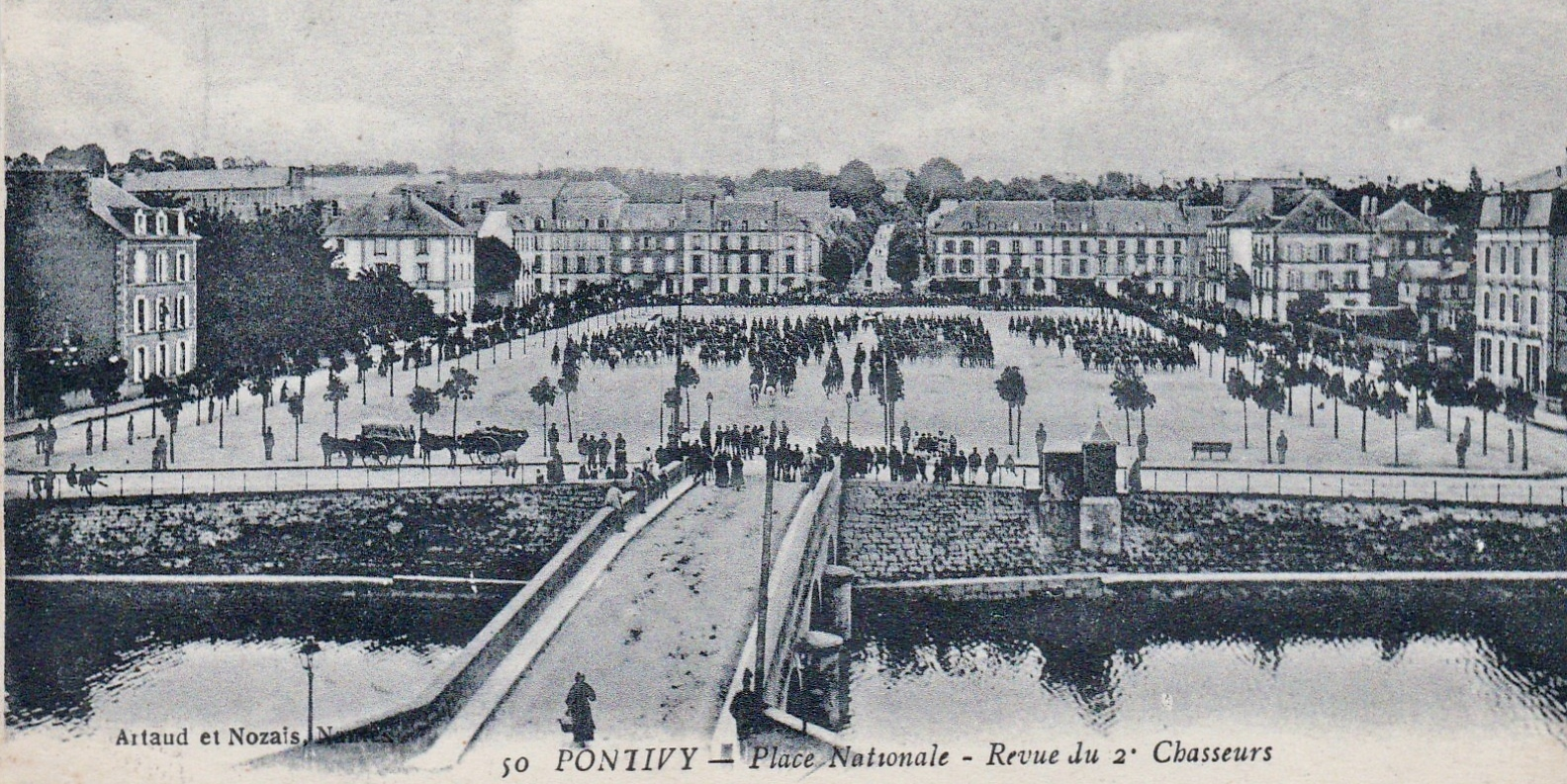
Revue du 2e chasseurs à cheval à Pontivy, avant 1914.

Le 26 février 1886, le régiment rejoint Pontivy où il reste jusqu'en 1927.

### Première Guerre mondiale

#### Affectations
- Journal de marche du régiment durant la Première Guerre mondiale

### Entre-deux-guerres
Le régiment est dissous le 25 octobre 1927.

### Après 1945

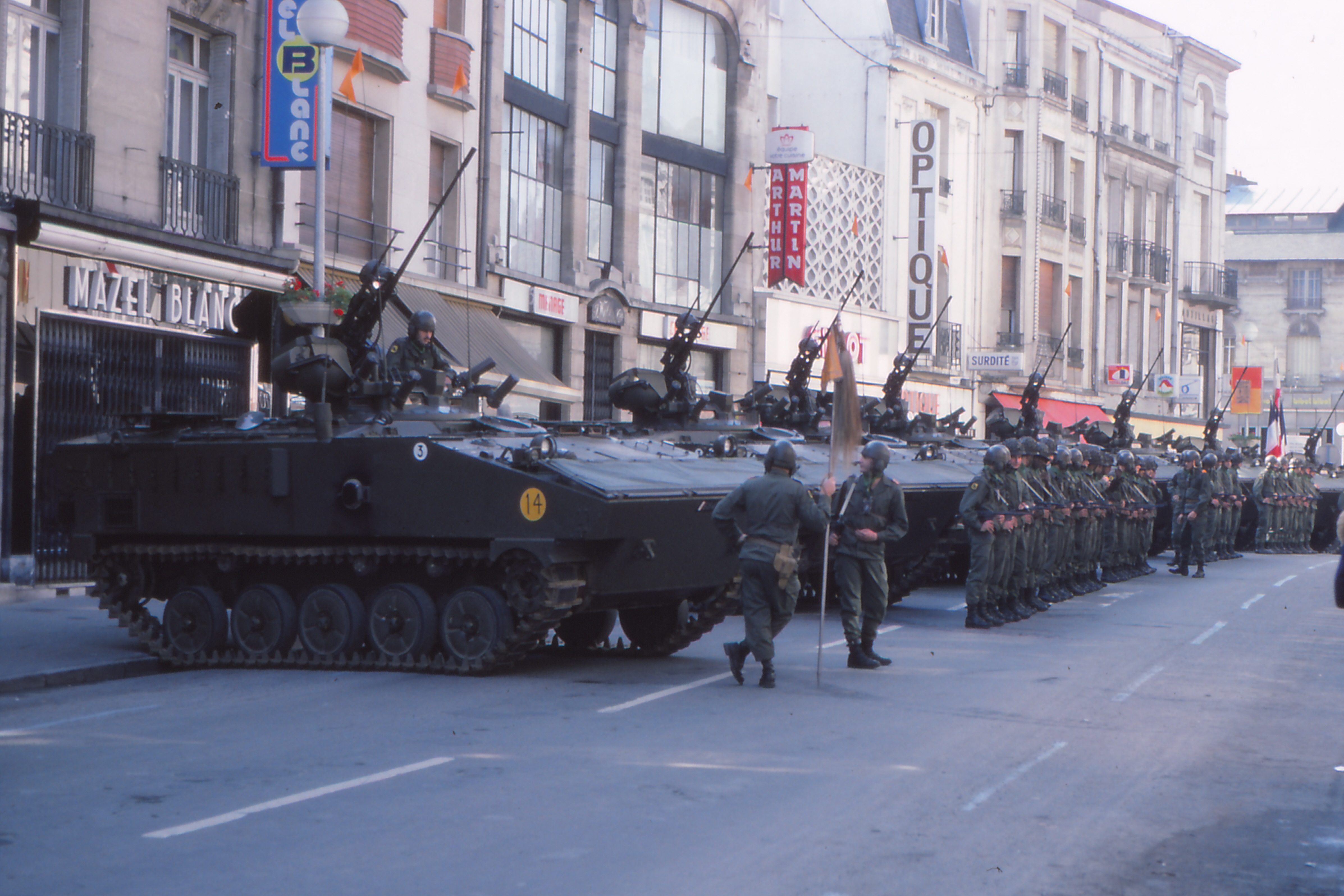
Cavaliers portés sur AMX-10 P à Verdun le 14 juillet 1979. Le régiment est à cette date rattaché à la 4e division blindée.

Le régiment est recréé en 1964[réf. souhaitée]. Du 19 juin 1964 au 31 août 1967, il est en garnison à Orange puis à partir du 15 octobre 1967 à Thierville-sur-Meuse. Il fait partie de la 4e division blindée de 1967 à 1985.

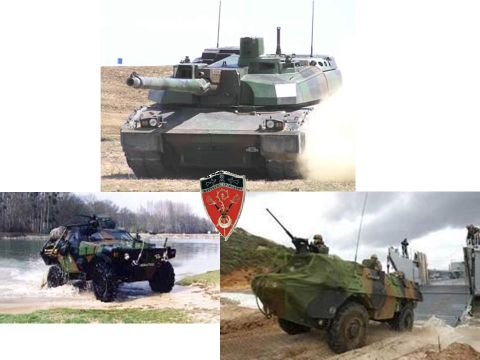
Les principaux matériels du 2e chasseurs dans les années 2000 : Leclerc, VBL et VAB.

Réduit le 1er janvier 1998 à un groupe d'escadrons du RC 80 (régiment de 80 chars) 1er/2e chasseurs, il reste à Thierville-sur-Meuse, où il est dissous en 2009.

## Traditions et uniformes

### Étendard
Il porte, cousues en lettres d'or dans ses plis, les inscriptions suivantes :
- Eylau 1807
- Wagram 1809
- La Moskova 1812
- Solférino 1859
- La Marne 1914
- Mézières 1918

Sa cravate est décorée :
- Médaille d'Or de la ville de Milan

### Insigne
Cet insigne a été adopté (entre 1970 et 1972) après la recréation du régiment à Orange en 1964 (avec alors un premier insigne représentant un lion passant de sable sur un écu parti de gueules et de sinople en rappel des chasseurs des Flandres) et sa réinstallation à Verdun en 1967.
"Ecu ancien de gueules chargé de deux sabres hongrois en sautoir brochant une crosse d'évêque d'argent. En pointe surbrochant le tout croissant du même. Sur un chef de sinople à deux hermines de sable et chiffre 2 d'argent soutenu d'une banderole du même la devise : IN UTROQUE TREMENDUS. Insigne homologué sous le numéro G 2263.
Les deux sabres en sautoir sont des sabres dits à la Montmorency, le colonel de Montmorency-Laval étant Mestre de camp quand le régiment est devenu Régiment de Chasseurs à Cheval en 1788 et quand l'Empereur a confirmé le privilège exclusif au 2e Chasseurs de porter ce sabre conquis par le régiment lors de la bataille de Calcinato en Italie pendant la guerre de succession d'Espagne.
La crosse épiscopale (malencontreusement tournée à l'envers : il s'agit en fait ici d'une crosse d'abbé) rappelle le titre "Chasseurs des Evêchés (Verdun, Toul et Metz)" porté de 1788 à 1791.
Les hermines en chef rappellent le dernier stationnement du 2e Régiment de Chasseurs à Pontivy avant sa dissolution en 1927.
Le croissant dans le bas de l'insigne est une discrète évocation du 2e Chasseurs d'Afrique qui a constitué l'essentiel de l'encadrement du régiment lors de sa recréation à Orange avec le 11e Cuirassiers en 1964.

### Devise
In utroque tremendus (Il est craint en tout lieu)
Devise des dragons de Custine, adoptée lors de la création de l'insigne actuel en 1970-72 (colonel Poisson).

## Personnalités ayant servi au2eRCC
- Étienne Tardif de Pommeroux de Bordesoulle (1771-1837), entré au service, au 2e RCC, en 1789.
- Eugène d'Astorg (1787-1852), sous-lieutenant en 1804
- Les maréchaux Baraguay d'Hilliers et Regnault de Saint-Jean d'Angely
- Le général de Labareyre (chef d'escadron de 1840 à 1846)
- Léopold Niel (1846-1918), général de brigade (1897), capitaine au 2e RCC en 1880
- Antoine Berlon(1890-1981), sous-lieutenant avant la Première Guerre mondiale.
- Marc Martin-Siegfried (1911-1990), Compagnon de la Libération.

## Sources et bibliographie
- Roland Jehan et Jean-Philippe Lecce, Encyclopédie des insignes de l'arme blindée cavalerie, t. 2 : Les chasseurs à cheval, Coudray-Macouard, Cheminements, 2008, 389 p. (ISBN 978-2-844-78708-8, OCLC 470798220)
- Pierre Dufour, Les chasseurs de Lorraine : 1er-2e régiment de chasseurs, Panazol, Lavauzelle, 2009, 277 p. (ISBN 978-2-702-51495-5)
- Historique du 2e régiment de chasseurs, Mamers, H. Charles-Lavauzelle, 1920, 16 p., lire en ligne sur Gallica.
- Lagadec Yann, "Des cavaliers dans la Grande Guerre. Le 2e régiment de chasseurs à cheval de Pontivy (1914-1919)", dans Evanno Yves-Marie et Lagadec Yann (dir.), Les Morbihannais à l'épreuve de la Grande Guerre, Vannes, Département du Morbihan/UTA, 2017, p. 51 à 90.